# ایتاته، فوکوشیما
ایتاته، فوکوشیما (به لاتین: Iitate, Fukushima) یک منطقهٔ مسکونی در ژاپن است که در استان فوکوشیما واقع شده‌است. ایتاته ۲۳۰٫۱۳ کیلومترمربع مساحت و ۵٬۹۰۹ نفر جمعیت دارد.